# روی گودن
روی گودن (انگلیسی: Roy Goulden؛ زادهٔ ۲۲ سپتامبر ۱۹۳۷) بازیکن فوتبال اهل انگلستان است.
از باشگاه‌هایی که در آن بازی کرده‌است می‌توان به باشگاه فوتبال آرسنال، باشگاه فوتبال ساوتند یونایتد، باشگاه فوتبال ایپسویچ تاون، باشگاه فوتبال استیونج، و باشگاه فوتبال دانستیبل تاون اشاره کرد.